# 阿尔塞纳·达梅斯特泰
阿尔塞纳·达梅斯特泰（法語：Arsène Darmesteter，1846年1月5日—1888年11月16日）是法国语言学家。

## 生平
1846年出生于摩泽尔省萨兰堡。在高等研究應用學院跟随加斯顿·帕里斯学习，后成为巴黎大学古法語语言文学教授。他不仅与阿道夫·哈茨菲尔德合作编写了《法语词典》（2卷，1895-1900年），还致力于研究以辣什为代表的法国犹太人，从他们的中世纪著作中重新解读古法语。
1888年因病在巴黎早逝。他的其他犹太研究文献由弟弟雅姆·达梅斯特泰收集整理发表。